# Northwest Highlands

Les Northwest Highlands constituent la partie nord de l'Écosse qui est séparée des monts Grampians par le Great Glen (Glen More). Le canal calédonien qui s'étend de Loch Linnhe à l'ouest, via Loch Ness au Moray Firth au nord, sépare cette région du reste du pays.
La ville d'Inverness, connue comme la capitale des Highlands, est de loin la plus grande ville de la région, c'est le centre administratif du Highland Council area. Située à l'extrémité nord du Great Glen, elle fait la jonction entre les Northwest Highlands et le reste de l'Écosse.

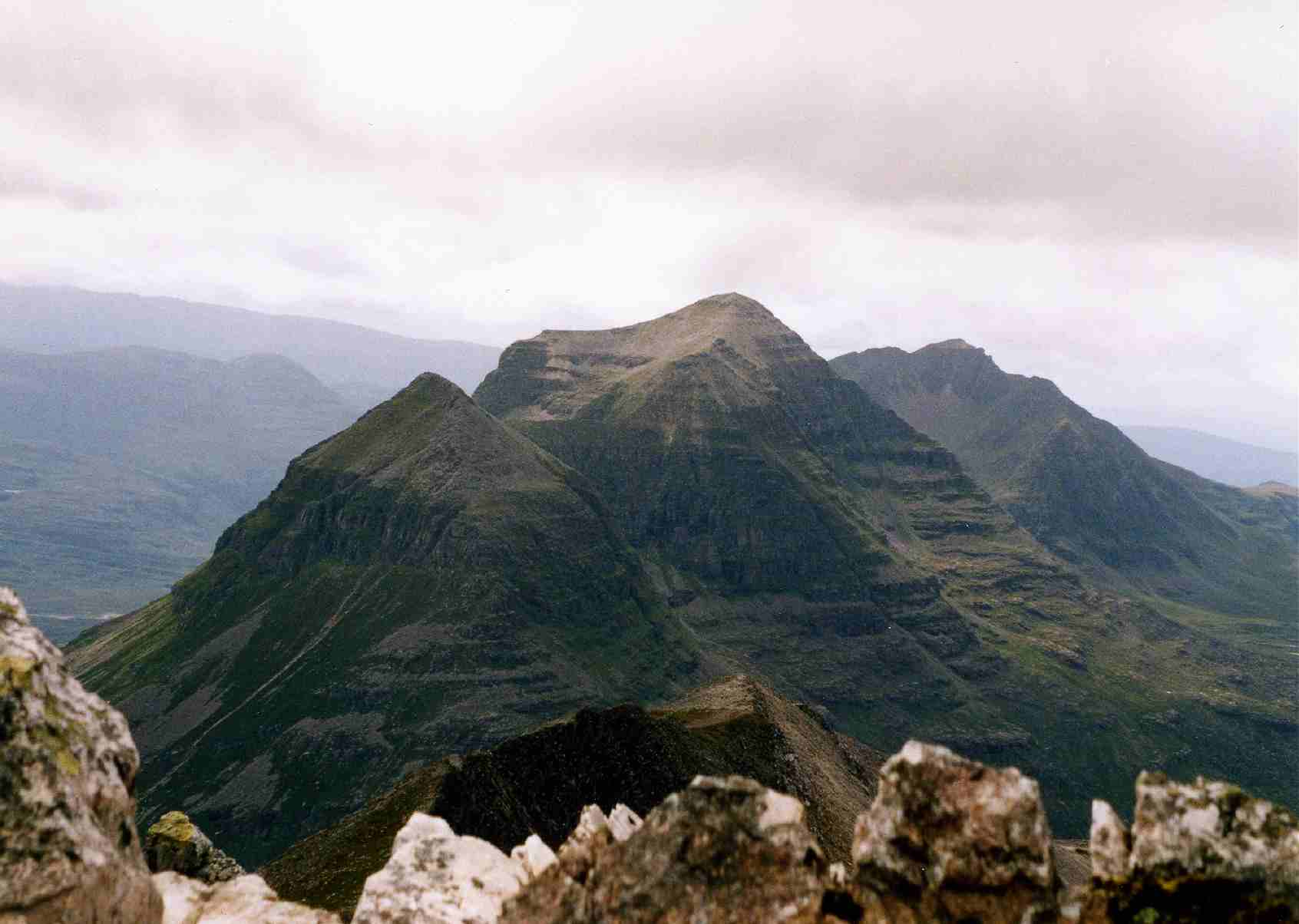
Le Liathach vu de Beinn Eighe avec du premier au dernier plan : Stuc a' Choire Dhuibh Bhig, Spidean a' Choire Lèith et Mullach an Rathain.

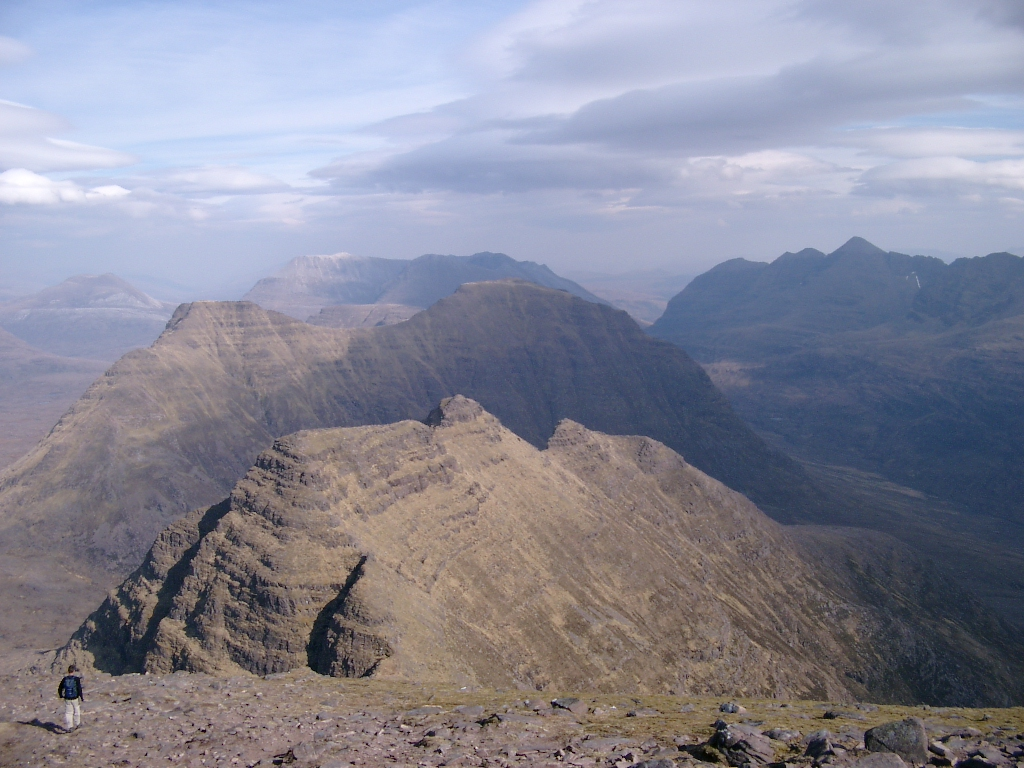
Vu de l'est à partir de Sgurr Mhòr à travers les cornes de Beinn Alligin

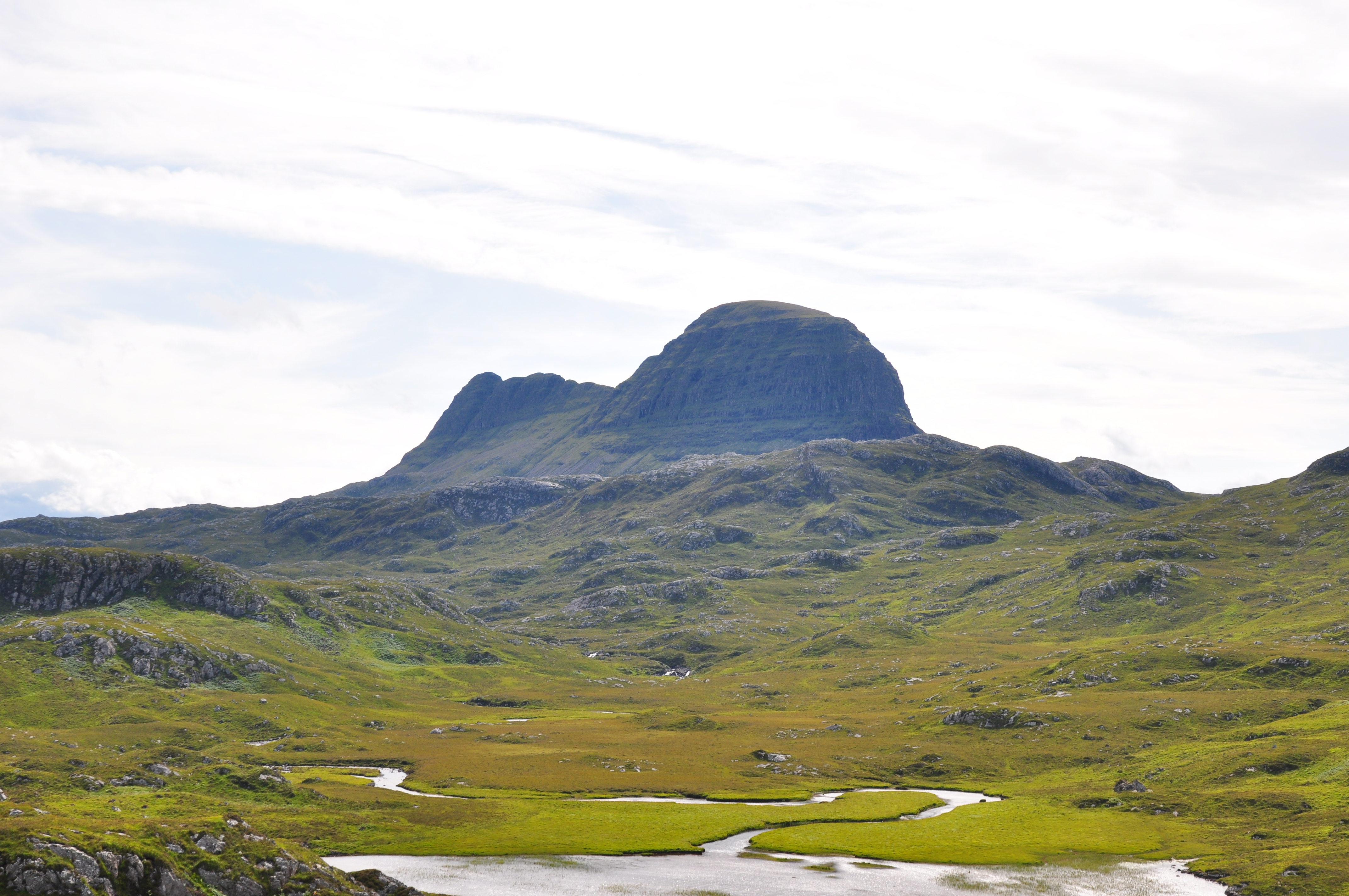
Suilven vu du chemin de Glencanisp Lodge.

## Géographie
La région se caractérise par des montagnes sculptées par les glaciers, des vallées et des plaines intermédiaires. Plusieurs îles se trouvent au large de la côte. Les sommets de plus de 800 mètres sont communs, et on trouve de nombreuses hautes montagnes de plus de 1 000 mètres. Le point culminant de la région est le Càrn Eige, atteignant 1 183 mètres. En comparaison, dans les monts Grampians au sud du Great Glen, le Ben Nevis culmine à 1 345 m. Du fait de l'influence du Gulf Stream, la région jouit d'un climat très doux pour cette latitude.
La côte ouest repose sur du gneiss Lewisien, la plus ancienne couche géologique que l'on peut rencontrer en Écosse. On y trouve notamment les montagnes Liathach, Beinn Alligin, Suilven, Cùl Mòr, Cùl Beag, et Quinag formées de grès torridonien rouge ou gris, et reposant sur le gneiss. Certains des sommets, comme Beinn Eighe (en) et Canisp (en), sont surmontés par du quartzite gris clair ou blanc.

## Lieux remarquables des Northwest Highlands
- Applecross
- Lochinver
- Torridon
- Shieldaig
- Kishorn
- Jardins d'Inverewe

### Villes et villages
- Fort William
- Inverness
- Shieldaig
- Ullapool
- Inchnadamph

### Chaînes de montagnes
- Achnashellach Forest
- Applecross
- Assynt
- Coigach
- Dundonnell and Fisherfield Forest
- Inverpolly
- Kintail
- Knoydart
- Skye
- Torridon Hills

### Glens et lochs
- Glen Affric
- Glen Shiel
- Loch Cluanie
- Loch Torridon
- Loch Maree
- Loch Ness